# CPI das ONGs (2007-2010)
A CPI das ONGs foi uma comissão parlamentar de inquérido aberta para investigar repasses de recursos públicos do governo federal para ONGs e OSCIPs ligadas ao meio ambiente, bem como a utilização desses recursos por essas entidades, entre os anos de 1999 e 2009.

## Antecedentes
Após o estouro do Escândalo do Dossiê em 15 de setembro de 2006 e de que a ONG Unitrabalho, que tem como colaborador o petista Jorge Lorenzetti, teria recebido mais de R$ 18 milhões da União desde o início do governo Luiz Inácio Lula da Silva, como denuncia a ONG Contas Abertas, o senador Heráclito Fortes (PFL-PI) coleta no dia 21 de setembro, oito assinaturas e garantiu que há outros 18 senadores interessados em assinar o documento que defende a abertura de uma CPI (Comissão Parlamentar de Inquérito) destinada a investigar o repasse de recursos do governo federal para organizações não-governamentais (ONGs).
Para Fortes, a verificação dos repasses para as ONGs mostra-se extremamente necessária já que, segundo o senador, a transferência de recursos do governo para essas organizações soma mais de R$ 1 bilhão. Ele ressaltou que um dos petistas envolvidos nas denúncias da aquisição do dossiê que associa à máfia das ambulâncias os candidatos do PSDB ao governo de São Paulo, José Serra, e à Presidência da República, Geraldo Alckmin, seria coordenador de uma ONG que recebeu recursos do governo. Isso, na opinião do pefelista, justificaria o pedido de criação da CPI. Entre as organizações está a comandada por Lurian Cordeiro, filha do presidente Lula.
Fortes, por sua vez, disse que a averiguação sobre o caso está sendo feita pela Polícia Federal, e que; se o envolvimento de integrantes da oposição não está sendo analisado, não é culpa da oposição.
No pedido de abertura da comissão, Fortes propôs apurar em 60 dias os repasses públicos para as ONGs e OSCIPs (Organizações da Sociedade Civil de Interesse Público), além da utilização dos recursos no período de 2003 a 2006.

## Assinaturas
No dia 3 de outubro, o senador Heráclito Fortes consegue reunir 35 assinaturas para solicitar abertura de CPI, mais de um terço das assinaturas de senadores, que é 27 no total. Embora a oposição esteja mobilizada para instalar a CPI, pelo menos três senadores governistas assinaram o pedido de abertura da comissão: Paulo Paim (PT-RS), Serys Slhessarenko (PT-MT) e Saturnino Braga (PT-RJ).
No dia 26 de fevereiro de 2007, o senador Fortes reúne 62 das 27 assinaturas de senadores necessárias para o pedido de abertura de CPI. O senador afirma que vai tentar reunir pelo menos 70 assinaturas dos 81 senadores antes de protocolar o pedido. O presidente do Senado, Renan Calheiros (PMDB-AL), disse que vai instalar a CPI caso o senador reúna as assinaturas necessárias, como determina o regimento do Senado.
A CPI deve ser composta por 11 senadores e sete suplentes. Para ser instalada, o presidente do Senado, Renan Calheiros (PMDB-AL), precisa ler no plenário do Senado o pedido de criação da CPI. Depois disso, os líderes partidários indicam parlamentares que vão integrá-la para que, efetivamente, a comissão saia do papel.

## Acordo para instalação da CPI das ONGs
No dia 7 de dezembro, a base aliada do governo consegue adiar a instalação da CPI, quando os senadores governistas não comparecem na reunião marcada, impedindo a formação de quórum. Para dar início aos trabalhos, seis senadores tinham que comparecer na comissão, mas apenas quatro registraram presença: A líder do PT no Senado, Ideli Salvatti (SC), está na Casa, mas não foi à CPI. O líder do governo, senador Romero Jucá (PMDB-RR), admitiu que a base quer mais tempo para negociar a composição da CPI e sinalizou para um acordo. Jucá negou que o governo tenha manobrado para adiar a instalação da CPI. "Não fechamos um entendimento ainda, não deu tempo. Muitos senadores já viajaram. Acho que é preciso de mais tempo para construirmos um clima que permita o funcionamento com os ânimos mais calmos", disse.
O senador Heráclito Fortes, disse que o adiamento não foi uma boa estratégia do governo. "É como menino que tem medo de injeção na bunda. Ele sabe que tem que tomar, mas fica adiando. É melhor evitar a gripe antes que vire uma pneumonia", ironizou. Para o senador, é pior para o governo liquidar o assunto agora do que começar um novo mandato sendo investigado. "Já pensou o governo iniciar o novo mandato acusado de impedir a CPI porque queria colocar a sujeira debaixo do tapete. O governo não tem motivo para não querer apurar, se tem é porque teme", disse.
No dia 11 de dezembro, os senadores do governo e da oposição entram em acordo para adiar para a próxima legislatura, em 2007, a instalação da CPI das ONGs. Segundo o líder do governo no Senado, Romero Jucá, os parlamentares concluíram que a comissão não teria como realizar os trabalhos até 31 de janeiro, prazo final para o funcionamento da CPI por ser o último dia da atual legislatura: "É mais proveitoso fazer no ano que vem do que no apagar das luzes. A CPI tem que funcionar de forma tranquila e o bom senso manda que comece em 2007", disse Jucá.
O senador Heráclito Fortes admitiu que, sem a convocação extraordinária do Congresso em janeiro, poucos senadores poderiam estar em Brasília para trabalhar na CPI: "Passar a CPI para 2007 mostra o reconhecimento do governo para a necessidade de investigação porque teremos mais tempo para isso".
Os parlamentares de oposição concordaram com o adiamento da CPI para a próxima legislatura temendo o esvaziamento total da comissão, que poderia resultar no fracasso das investigações.

## Instalação da CPI das ONGs
No dia 14 de março de 2007, o senador Heráclito Fortes protocola na Mesa Diretora do Senado Federal, o pedido de criação da CPI das ONGs. O senador conseguiu reunir 74 assinaturas no pedido, 47 a mais que o estabelecido pelo regimento interno do Senado: "Há duas assinaturas comprometidas e que não foram colocadas por motivo de saúde. De forma que, moralmente, temos 76 assinaturas, um recorde em termos de CPI nesta Casa", afirmou Heráclito.
Senadores governistas apresentaram ao Fortes, a proposta de ampliar o período de investigações da CPI, com o objetivo de incluir os quatro últimos anos de governo do ex-presidente Fernando Henrique Cardoso. O senador pefelista disse concordar com a ampliação do prazo desde que a CPI também tenha o seu período de funcionamento prorrogado dos atuais 60 para 120 dias. "Para mim, não há qualquer problema", disse.
No dia seguinte, dia 15 de março, o segundo vice-presidente do Senado, Álvaro Dias (PSDB-PR), instaura a CPI. Os partidos de oposição conseguem instalar a primeira CPI (Comissão Parlamentar de Inquérito) do segundo mandato do presidente Lula, que vai investigar os repasses de dinheiro público feitos para organizações não-governamentais.
Naquele momento, a ONG Unitrabalho, que tem como colaborador o petista Jorge Lorenzetti, que recebeu mais de R$ 18 milhões da União desde o início do governo Lula é o único que poderá ser investigado.

## Conclusão
A CPI terminou em 01 de novembro de 2010 após mais de três anos da sua instauração sem chegar a uma conclusão da investigação, uma vez que o relatório com mais de 1 478 páginas não foi apreciado tampouco votado, acarretando no arquivamento de todo o processo.